# Adirondack Mountains
Adirondack Mountains, alternativt Adirondackerna, är ett bergsmassiv i den nordöstra delen av delstaten New York i USA. Det når som högst 1629 meter över havet. Bergen ligger nära Appalacherna men är geologiskt en fortsättning av Laurentiska bergen i södra Québec.

## Avgränsningar
Adirondack Mountains gränsar i öster till sjöarna Lake Champlain och Lake George, vilka avgränsar bergsområdet från Green Mountains. I söder slutar Adirondack Mountains i Mohawk Valley och gränsar i väster mot Black River.

## Geologi och terräng
Bergen brukar ofta geografiskt räknas till Appalacherna. Geologiskt hör bergsmassivet dock till Laurentiska bergen i södra Québec i Kanada.
Till skillnad från Appalacherna bildar Adirondacks inte en bergskedja, utan består av många berg, isolerade eller i grupper. Det finns omkring 100 toppar som är mellan 370 och 1 520 meter höga. Den allra högsta (1 629 meter) är Mount Marcy (ibland kallad Tahawus) i öster.

## Användning
Adirondackerna är ett välanvänt vintersportområde, belägt mellan flera stora stadsregioner i östra Nordamerika. Orten Lake Placid har två gånger arrangerat vinter-OS – 1932 och 1980.

## Galleri

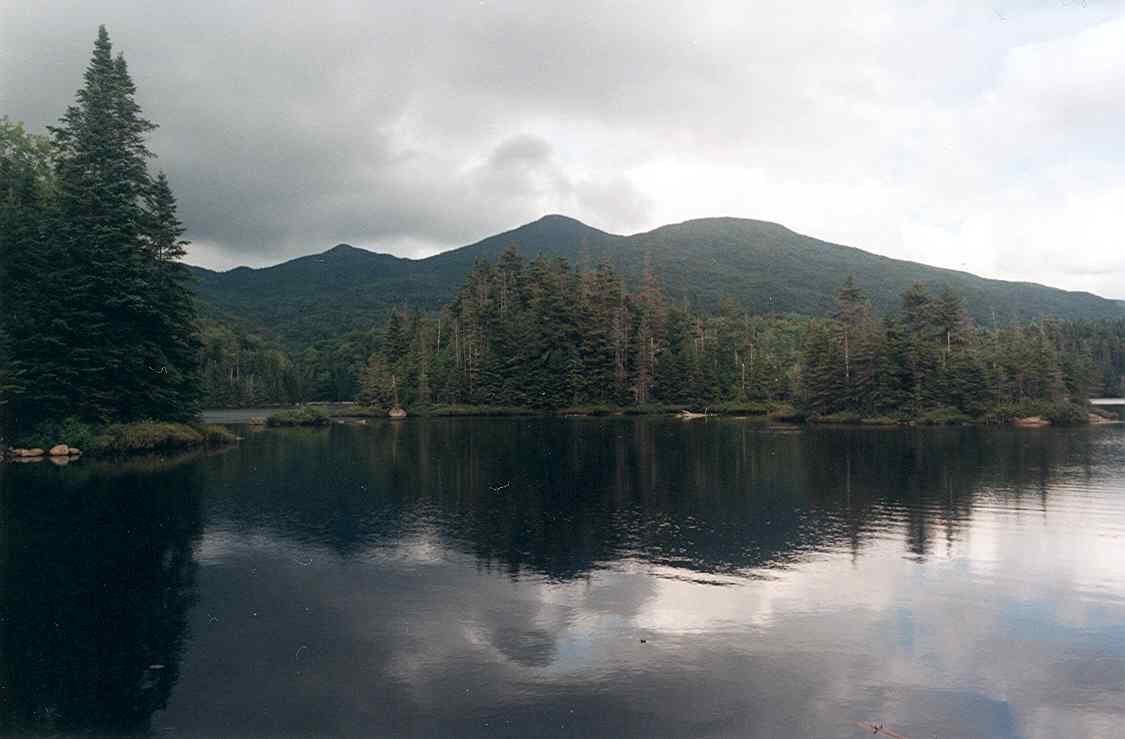
McNoughton Mountain
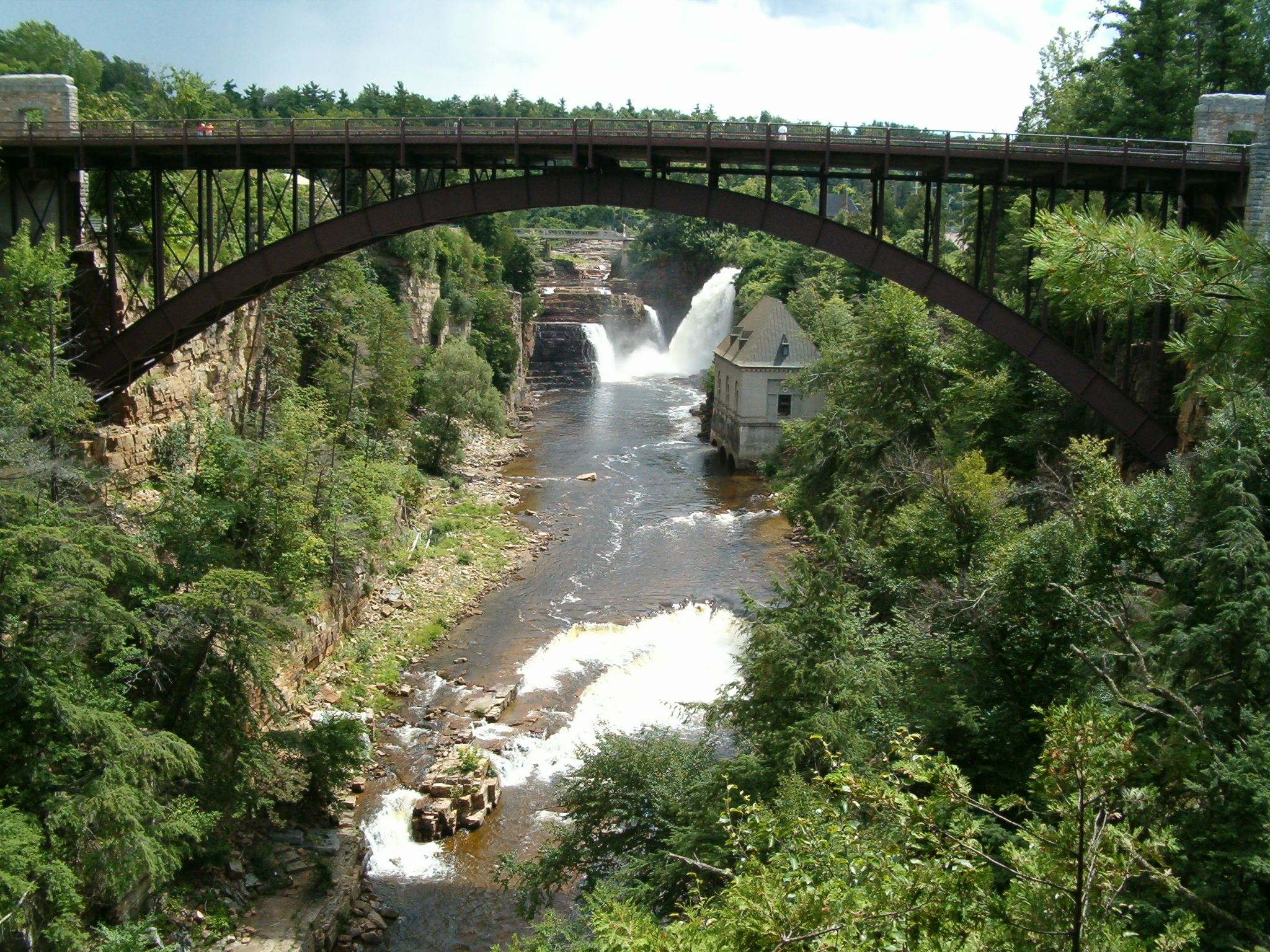
Ausable River
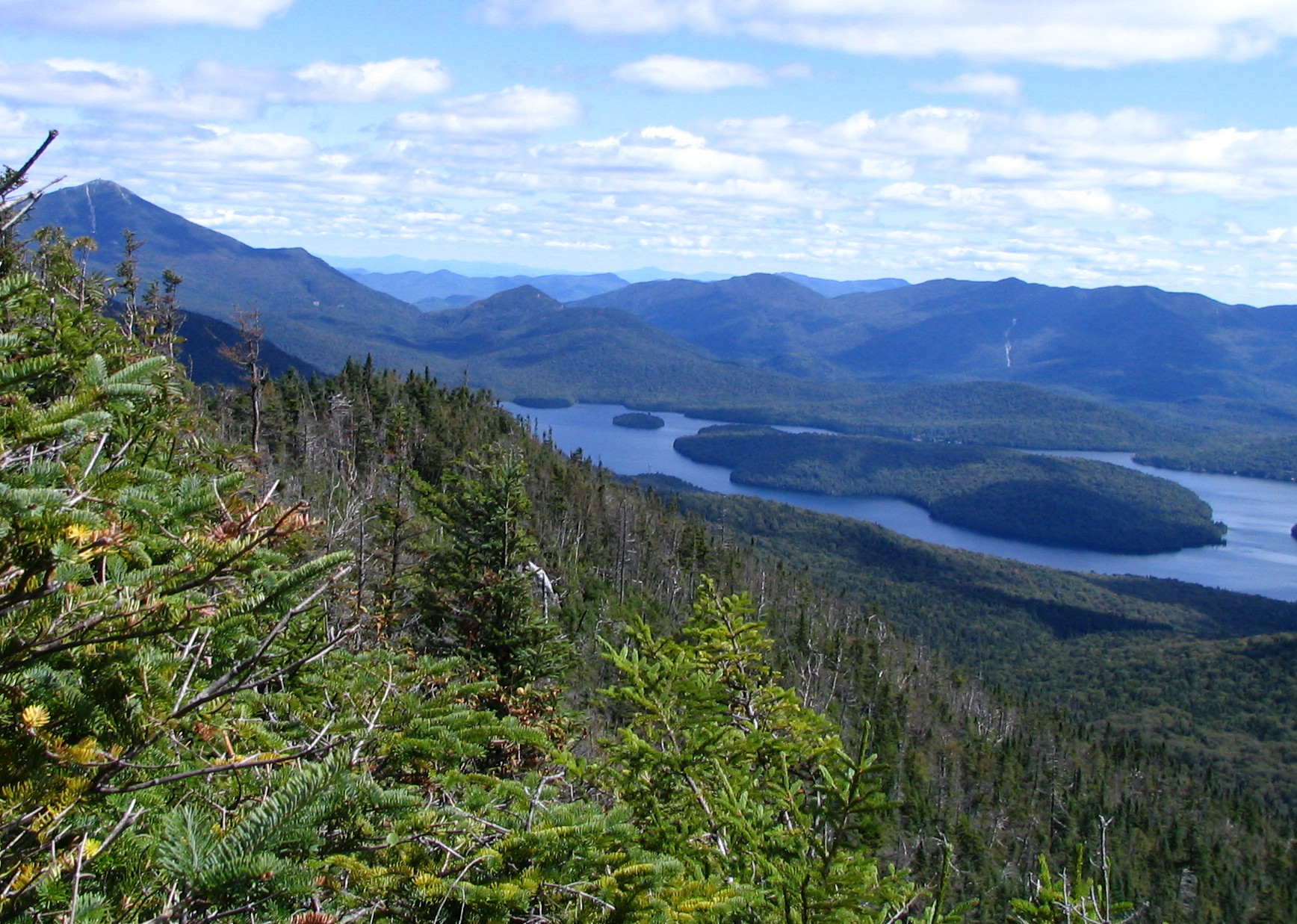
Lake Placid
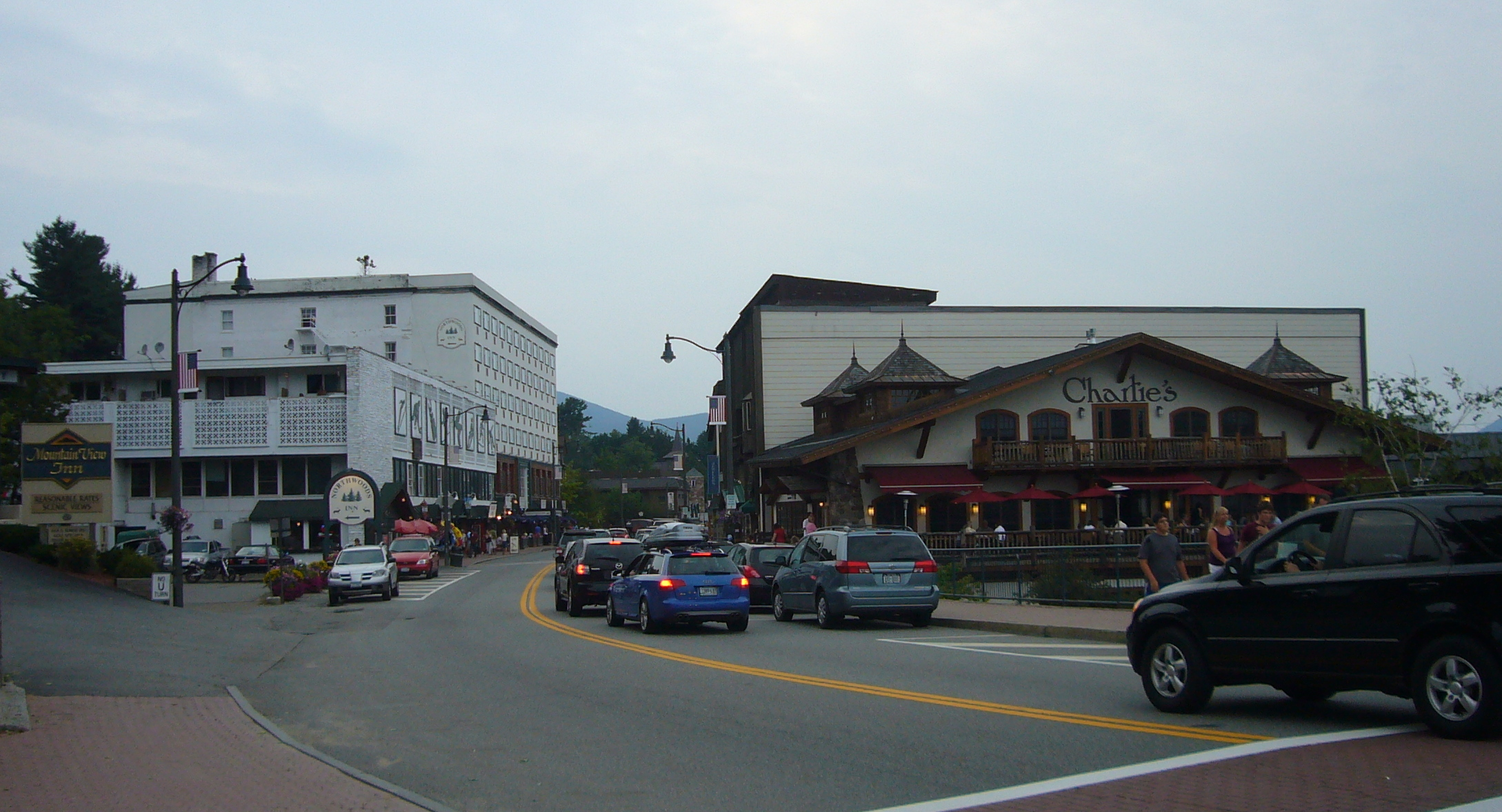
Staden Lake Placid
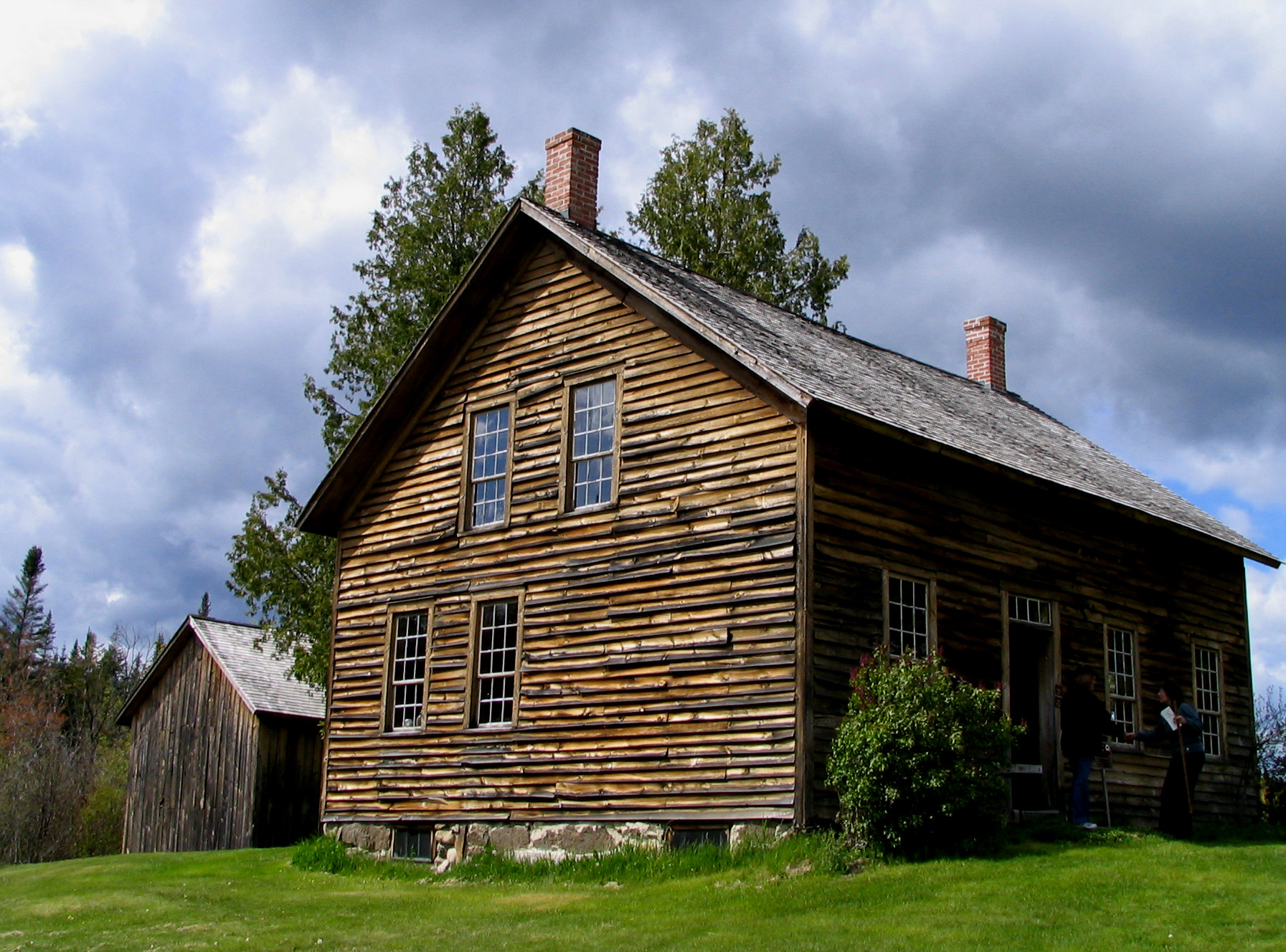
John Browns gård.
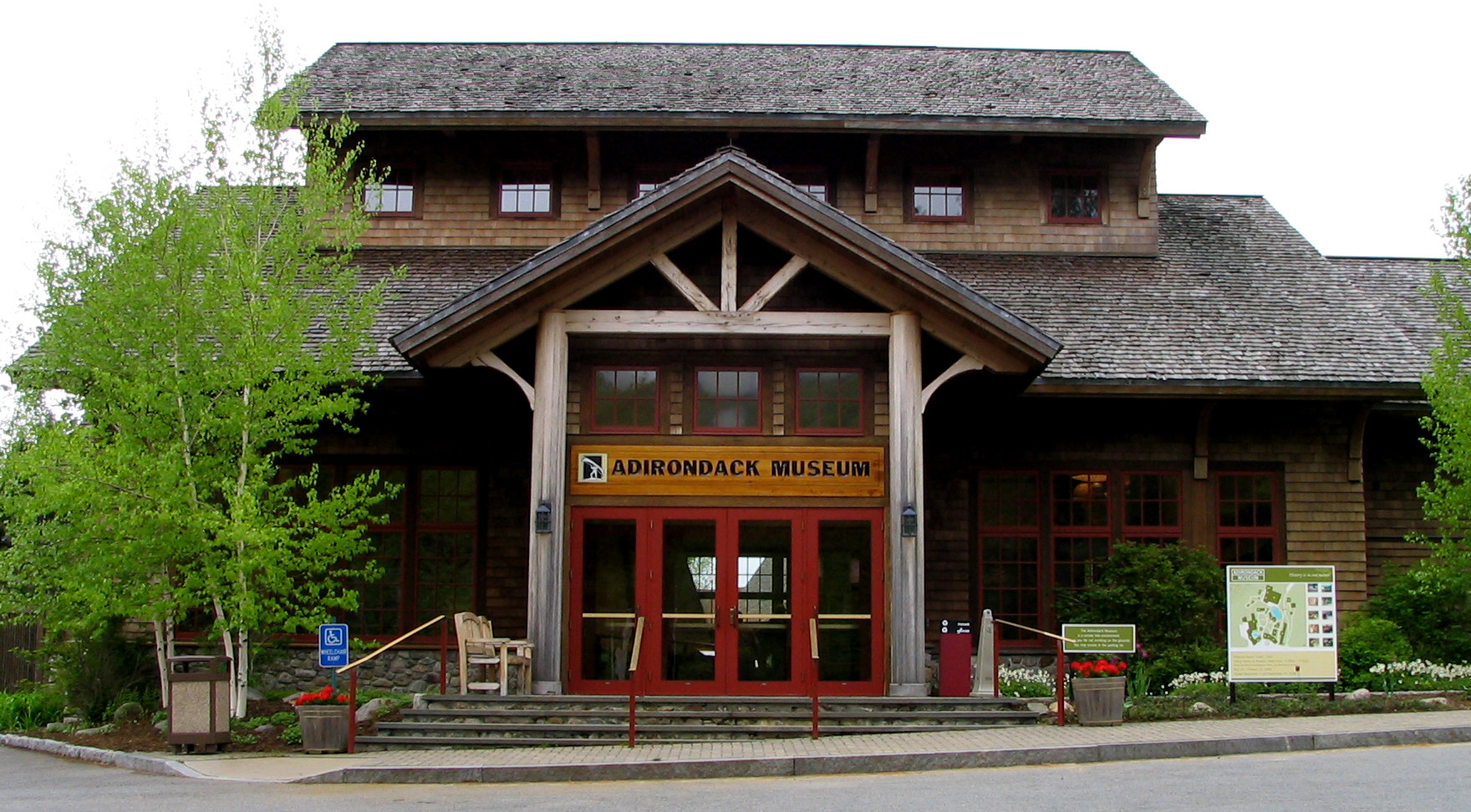
Adirondack Experience.